# Dyptyk Maartena van Nieuwenhove
Dyptyk Maartena van Nieuwenhove (Dyptyk Martina van Nieuwenhove) – dyptyk autorstwa malarza niderlandzkiego niemieckiego pochodzenia, Hansa Memlinga. 

## Opis
Dzieło pochodzi z tego samego roku co tryptyk Portinarich i jest powiązane z nim stylowo i typologicznie. Przedstawia Marię z Dzieciątkiem (na jednym panelu) ukazaną en face i modlącego się fundatora i właściciela dzieła Maartena van Nieuwenhove (na drugim panelu) ukazanego w trzech czwartych. Maryja i Dzieciątko Jezus są podobne do swych odpowiedników z obrazu św. Kolumbana Rogiera van der Weydena, jednak w stosunku do nich jest wydaja się być bardziej ożywione a ich gesty bardziej naturalne. Fundator ma tu ok. dziesięć lat mniej, niż gdy obejmował urząd burmistrza Brugii. Fragment krajobrazu okolic miasta widoczny jest za oknem po prawej stronie. Akwen jest prawdopodobnie brugijskim jeziorem Minnewater. 
Na panelu z Marią, mały Jezus przyjmuje z rąk matki jabłko. Owoc, symbol upadku Adama i Ewy, w tym przypadku ma nawiązywać do Chrystusa jako przyjmującego rolę odkupiciela grzechów. Po lewej stronie, nad ramieniem znajduje się wypukłe lustro, a w nim odbijają się postacie głównych bohaterów: Madonna widoczna jest od tyłu a donator z boku. Prócz nich można w nim zauważyć okno, krzesło i otwartą księgę. Widok lustra i sceny w nim ma na celu zaakcentowanie przedstawienia na pierwszym planie. Wcześniejszym malarzem, który zastosował taki sposób kompozycji był Jan van Eyck, na którym Memling musiał się wzorować. 
Nad postaciami widoczne są barwne witraże. Te po stronie Marii przedstawiają herb i motto rodu van Nieuwenhove: Il y a cause ("nowy ogród"). Witraż po prawej stronie przedstawia św. Jerzego na koniu i św. Krzysztofa. Za plecami Martina, na witrażu ukazany jest jego patron św. Marcin w scenie odcinania kawałka swojego odzienia i przekazania go żebrakowi. Sam Maarten był radcą w 1492 i 1494, dowódcą straży miejskiej (1495 i 1498) i burmistrzem (1497). Zmarł, jak wynika z inskrypcji na grobowcu rodzinnym znajdującym się w pobliskim kościele Najświętszej Marii Panny, 16 sierpnia 1500. 
Choć dyptyk nie jest sygnowany, autorstwo Memlinga nigdy nie było kwestionowane.